# Aleksandr Sergeevič Griboedov
Aleksandr Sergeevič Griboedov (in russo Алекса́ндр Серге́евич Грибое́дов?; Mosca, 4 gennaio 1795 – Teheran, 30 gennaio 1829) è stato un drammaturgo, poeta, compositore e diplomatico russo.
La sua opera più famosa, una commedia in versi, si intitola Горе от ума (Gore ot uma), tradotta in italiano come "Che disgrazia essere intelligenti!" o "L'ingegno, che guaio!" o ancora "Che disgrazia l'ingegno!", tuttora una delle più rappresentate nei teatri in Russia.

## Biografia

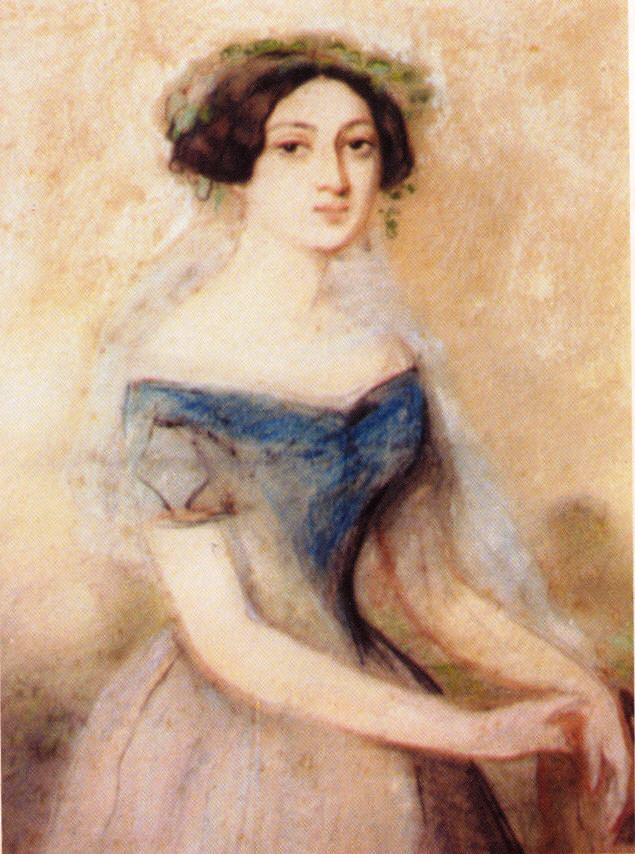
La moglie Nina

Nato a Mosca, Griboedov vi studiò scienza e legge all'università dal 1810 al 1812, dovendo interrompere gli studi per l'invasione napoleonica. Arruolato in un reggimento di ussari, non ebbe occasione di partecipare ad alcuna battaglia e si congedò nel 1816. Trasferitosi a Pietroburgo, entrò in ruolo nell'amministrazione pubblica come funzionario del Ministero degli esteri, si appassionò al teatro, fece rappresentare alcune mediocri commedie e sostenne, in letteratura, le posizioni conservatrici di Šiškov. Frequentatore degli ambienti mondani, si fece notare per il suo spirito.
Nel 1816 fu iniziato in Massoneria nella loggia di San Pietroburgo Gli Amici Riuniti, fondata dal general-maggiore Alessandro Jerebtsov. Nel 1817-18 ebbe il secondo grado. Il 13 gennaio 1817 figura tra i fondatori della "Loggia del Bene" .
Dal 1818 fece parte della missione diplomatica russa in Persia e divenne segretario del generale Ermolov nel suo quartier generale di Tiflis, in Georgia. Nel 1822 scrisse il suo capolavoro, Che disgrazia l'ingegno!, che fu completata dal 1823 al 1825, quando Griboedov trascorse due anni di licenza a Mosca e a Pietroburgo. La commedia non poté però essere rappresentata per l'intervento della censura e circolò soltanto manoscritta.
Pochi giorni dopo la fallita rivolta decabrista, fu arrestato e condotto a Pietroburgo. Preparò allora una violenta lettera contro Nicola I che, per sua fortuna, non fu consegnata. Malgrado i suoi legami con diversi ufficiali ribelli, fu assolto nell'inchiesta. Tornò a Tiflis, dove intanto il generale Paskevič, suo cugino, aveva sostituito Ermolov, sospetto al regime. Prese parte alla guerra vittoriosa contro la Persia che fece ottenere alla Russia l'Armenia orientale. Griboedov sedette al tavolo dei negoziati e portò a Pietroburgo il trattato di pace. Fu nominato ambasciatore in Persia e, tornando a Tiflis, conobbe una sedicenne georgiana, la principessa Nina Čavčavadze, la sposò e con lei si mise in viaggio per Tabriz, dove lo attendevano gli incontri con i diplomatici persiani per l'applicazione del trattato di pace.
I negoziati erano difficili, a causa della forte indennità di guerra richiesta e alla clausola che imponeva il ritorno in patria dei prigionieri cristiani e in particolare delle donne armene e georgiane presenti negli harem persiani. Lasciata la moglie a Tabriz, si recò a Teheran per trattare direttamente con lo scià Fath Ali. Il 30 gennaio 1829, una folla inferocita assalì l'ambasciata russa massacrando i funzionari. Griboedov morì combattendo. La salma venne rimpatriata in Russia e il suo amico Puškin incontrò il feretro trovandosi in Armenia al seguito dell'armata del generale Paskevič. La moglie, che era incinta, alla notizia della sua morte ebbe un aborto spontaneo. Nina Čavčavadze visse ancora trent'anni e rimase fedele alla memoria del marito.
Il Canale Griboedov a San Pietroburgo prende il suo nome in suo onore.

## Aforismi
Gli aforismi di questo scrittore sono diventati così popolari da entrare a far parte del linguaggio comune russo.
- «Счастливые часов не наблюдают» I fortunati non guardano l'orologio
- «Чуть свет - уж на ногах! И я у Ваших ног!» Alla prima luce, già in piedi! E io ai vostri piedi!
- «Читай не так, как пономарь, а с чувством, с толком, с расстановкой!» Non leggere così, come un sagrestano, ma con espressione, con senso, con le pause
- «Служить бы рад, прислуживаться тошно» Sono lieto di servire, ma non sopporto il servilismo
- «И точно, начал свет глупеть» E davvero, il mondo sta diventando stupido
- «Свежо преданье, а верится с трудом» Una fresca leggenda, ma difficile da credere
- «Что говорит! И говорит как пишет!» Cosa dice! E parla come scrive!
- «Ах! Боже мой! Что станет говорить Княгиня Марья Алексевна!» Ah! Dio mio! Cosa dirà la principessa Mar'ja Aleksevna!
- «Вон из Москвы! Сюда я больше не ездок. Бегу, не оглянусь, пойду искать по свету, где оскорблённому есть чувству уголок! КАРЕТУ МНЕ, КАРЕТУ!» Via da Mosca! Non ci tornerò più. Corro, senza voltarmi, vado a cercare per il mondo, dove esista un angolo per una sensibilità offesa. Una carrozza, a me una carrozza!

## Traduzioni italiane
- Che disgrazia l'ingegno!, tr. di F. Verdinois, Lanciano, G. Carabba, 1925
- Che disgrazia essere intelligenti!, tr. di L. Savoj, Roma-Genova, Formiggini, 1932
- L'ingegno, che guaio!, tr. di N. Baranowski e P. Santarone, Milano, Rizzoli, 1954
- Che disgrazia l'ingegno!, tr. di M. Caratozzolo, Grumo Nevano, Marchese, 2017